# Jens Mischak
Jens Mischak (* 12. Oktober 1978 in Lauterbach) ist ein deutscher Jurist und Politiker (CDU), der seit Juni 2024 als Landrat des Vogelsbergkreises fungiert. Zuvor war der promovierte Jurist seit 2016 Erster Kreisbeigeordneter des Landkreises.

## Ausbildung und beruflicher Werdegang
Jens Mischak wurde im Jahr 1978 geboren und wuchs in Lauterbach auf. Nach erfolgreichem Abschluss seines Abiturs am Alexander-von-Humboldt-Gymnasium in Lauterbach begann er ein Studium der Rechtswissenschaften an der Philipps-Universität Marburg. Während seines Studiums in Marburg spezialisierte er sich auf kommunalrechtliche Themen und promovierte schließlich 2007 zu „Die kommunale Wahlprüfung. Dargestellt unter besonderer Berücksichtigung der hessischen Kommunalverfassung.“
Nach Abschluss seines Studiums, seiner Promotion sowie seines Rechtsreferendariats arbeitete Jens Mischak zunächst in einer  Anwaltskanzlei in Frankfurt. Später entschied er sich für eine Laufbahn in der Justiz und war als Richter am Amtsgericht in Bad Hersfeld tätig, wo er vor allem in Jugendsachen und Zivilrechtssachen Recht sprach. Seine berufliche Karriere führte ihn schließlich zum Landgericht in Fulda, wo er als Richter in der Großen Strafkammer und der Zivil-Berufungskammer arbeitete.

## Politische Laufbahn
Im Jahr 2016 trat Mischak seine Position als Hauptamtlicher Erster Kreisbeigeordneter im Vogelsbergkreis an. In dieser Funktion leitete er das Dezernat II, das das Amt für Bauen und Umwelt, das Amt für Wirtschaft und den ländlichen Raum, das Gesundheitsamt, das Jugendamt, das Amt für Rechts- und Aufsichtsangelegenheiten, das Amt für Finanzen und Kassenwesen sowie die Volkshochschule umfasst. Im Juni 2022 wurde er in dieser Position wiedergewählt.
Jens Mischak ist Mitglied der Christlich Demokratischen Union (CDU) und trat 1997 in die Partei ein. Er war viele Jahre in der Jungen Union Vogelsberg aktiv, wo er unter anderem als Kreisvorsitzender fungierte. Seit 2014 bekleidet er das Amt des Kreisvorsitzenden der CDU Vogelsberg.
In seiner Heimatstadt Lauterbach war Dr. Jens Mischak von 1997 bis 2016 Stadtverordneter und übernahm während dieser Zeit verschiedene Führungsfunktionen innerhalb der CDU, darunter die des Fraktionsvorsitzenden von 2006 bis 2016 und des Stadtverordnetenvorstehers im Jahr 2016. Ebenfalls war er von 2006 bis 2016 Kreistagsabgeordneter im Vogelsbergkreis.
Da Manfred Görig, bisheriger Landrat des Vogelsbergs, auf eine weitere Amtszeit verzichtete, kandidierte Mischak am 8. Oktober 2023 erstmals bei der Wahl des Landrats und setzte sich bereits im ersten Wahlgang mit 67,3 Prozent gegen vier Mitbewerber durch. Am 20. März 2024 wurde er im Kreistag des Vogelsbergkreises mit Wirkung zum 10. Juni 2024 in sein Amt als Landrat eingeführt.

## Privatleben
Jens Mischak ist in zweiter Ehe verheiratet. Zur Familie gehören Mischaks Sohn sowie der Sohn seiner Frau.